# Batería VRLA

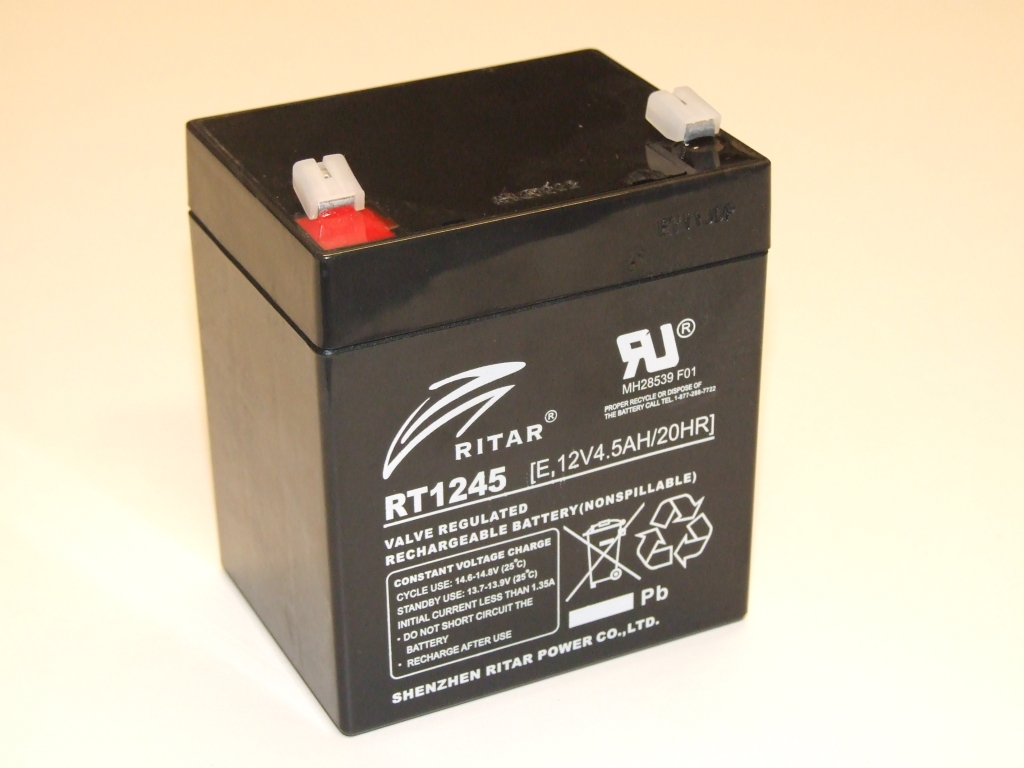
Batería 12V VRLA

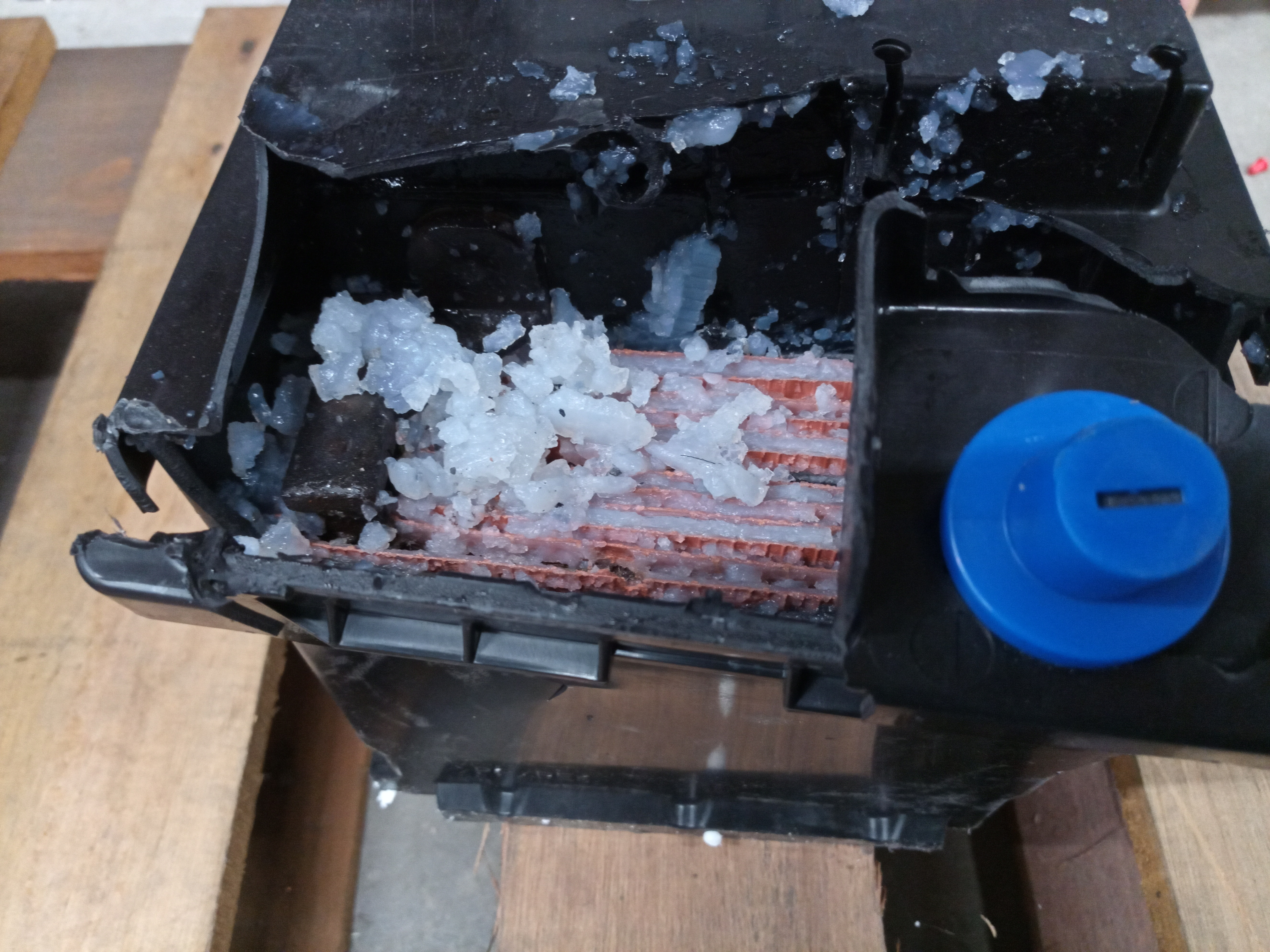
Batería de gel rota accidentalmente con trozos blancos de electrolito gelificado en las placas.

Una batería VRLA (batería de ácido-plomo regulada por válvula), más comúnmente conocida como batería sellada o batería libre de mantenimiento, no tiene problema en dejarla acostada, de pie o como quiera ya que no es líquida es seca, el libre de mantenimiento no es tan así ya que con el uso sus esponjas pierden un poco de agua y se les puede agregar para aumentar su vida útil, es un tipo de batería de ácido-plomo y, por lo tanto, recargable.  Debido a su fabricación, no requiere ventilación, se pueden montar en cualquier orientación (excepto con los bornes hacia abajo) y no precisa un mantenimiento constante, pero se le puede agregar agua para mantenerla. La ventilación reducida es una ventaja, ya que se pueden utilizar en espacios reducidos o con poca ventilación. Se utilizan ampliamente en grandes aparatos eléctricos portátiles, sistemas eléctricos fuera de la red y funciones similares, en los que se necesitan grandes cantidades de almacenamiento a un costo menor que otras tecnologías de bajo mantenimiento, como li-ion.  
Uno de los aspectos importantes para el almacenaje de cualquier tipo de batería es mantener la temperatura y la humedad controlados, siendo la temperatura recomendada por varios fabricantes los 25 °C, ante la variación del mismo se acelera la degradación de la misma y por lo cual también  se acorta el tiempo de vida.

Una nueva opción en este tipo de baterías son del tipo plomo-carbono. Se presentan como una excelente opción ante las baterías de litio debido a que su costo es mucho menor. Por otro lado, sus prestaciones son superiores a las baterías de plomo-ácido de gel o AGM tradicionales.
Hay dos tipos principales de baterías VRLA, de celdas de gel y AGM. Las células de gel añaden polvo de sílice al electrolito, formando un gel similar a la masilla espesa. Por eso, también se les llama «pilas» de silicio. AGM, abreviatura de «separador de vidrio absorbente» (Absorbed Glass Mat), las baterías cuentan con malla de fibra de vidrio entre las placas positivo y negativo (las EFB solamente en el positivo) de la batería, que sirve para contener el electrolito.  Ambos diseños ofrecen ventajas y desventajas en comparación con las baterías convencionales, así como entre sí. Las desventajas de este tipo de baterías es que tienen un mayor coste que las demás, y la ventaja más llamativa son los ciclos de arranque que teóricamente rondan los 130.000, en comparación con las baterías EFB que están aproximadamente en 90.000. Por el contrario las de plomo de toda la vida rondan únicamente 30.000 arranques.
El 95% de las veces sea del tipo que sea el adecuado para cada vehículo todas los tipos de baterías fallarán antes de llegar a ese número de ciclos de arranque.

## Tipos de fallo existen en baterías de plomo ácido sellado (VRLA)
Habitualmente y debido al exceso de calor ocurre que en esta batería se produce una desecación, cuando no existe una ventilación apropiada, lo que puede derivar en incrementos de temperatura elevados. Cuando se descarga suficiente electrolito, aumenta la impedancia interna y se reduce la capacidad de la batería. En algunos casos la válvula de regulación de presión se puede quitar e introducir agua destilada.
Los cortocircuitos se producen cuando se juntan las placas de polaridad opuesta empujadas por la mata, si bien los cortos duros se producen por ese motivo, en determinadas ocasiones y debido a descargas profundas se producen cortos suaves. Cuando la gravedad específica del ácido baja
demasiado, el plomo se disuelve en él. Como el líquido (y el plomo disuelto) quedan inmovilizados por la mata, cuando la batería se descarga, el plomo sale de la solución formando hilos de plomo delgado conocidos como dendrítico dentro de la mata. En algunos casos los dendríticos de plomo provocan cortos entre la mata y la otra placa.